# Dawid (fotograf)

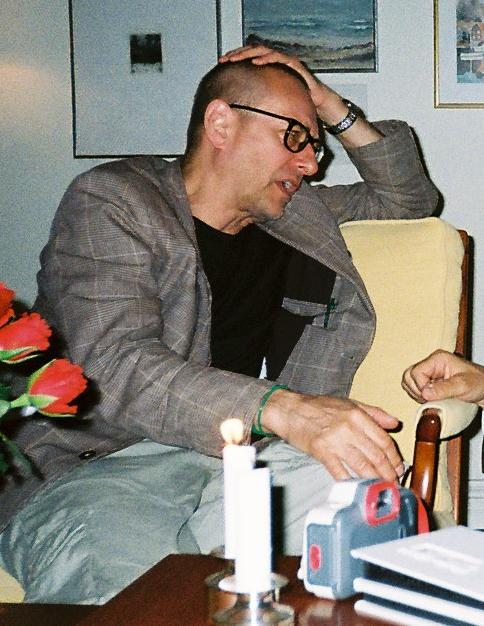
Dawid i Stockholm, 2008.

Dawid (Björn Dawidsson), född 7 juni 1949 i Örebro, är en svensk fotograf känd för sitt konceptuella förhållningssätt med strama och formmässigt renodlade bilder. Hans motiv har ofta varit alldagliga och oansenliga objekt som kölappar, rostiga spikar eller gamla flaskor.
Dawid gick under åren 1969 till 1970 på Stockholms fotoskola under ledning av Christer Strömholm, och 1971 på grafisk design på Beckmans designskola.
Han hade sin första separatutställning - Ingen Älskar Mig - på Liljevalchs Konsthall 1973 men utställningen fick ingen större uppmärksamhet. Han försörjde sig vid den här tiden bland annat genom att göra skivomslag åt artister som Pugh, Fred Åkerström och Lill Lindfors. Det var först med utställningen Rost 1983 på Fotografiska museet i Moderna museet, som han fick sitt stora genombrott. I den utställningen positionerade han sig emot den i Sverige rådande dokumentära fototraditionen och visade upp fotografiet som ett konstnärligt medium. Under 1980-talet grupperades han ibland med andra fotografer med ett liknande konstnärligt förhållningssätt till sitt arbete, som Gunnar Smoliansky, Stina Brockman, Tuija Lindström, Denis Grünstein, Hans Gedda och Walter Hirsch, som kritikern Leif Wigh kallade för "Intimisterna".
Dawid har haft utställningar på stora gallerier och institutioner i Sverige och internationellt, med separatutställningar i bland annat Stockholm, New York, Paris, London och Berlin. Utöver detta har han publicerat flera böcker och kataloger.
Dawidsson är representerad vid bland annat Kalmar konstmuseum.

## Separatutställningar (urval)
- Swedish Photography, (Berlin, Tyskland), 2013
- Landskrona Museum, (Landskrona, Sverige), 2012
- Swedish Photography, (Berlin, Tyskland), 2011
- Fotografiska, (Stockholm, Sverige), 2010 and 2011
- Nordic Light, (Kristiansund, Norge), 2010
- Hasselblad Center, (Göteborg, Sverige), 2009
- Skövde Museum, (Skövde, Sverige), 2008
- Liljevalchs Konsthall, (Stockholm, Sverige), 2008
- Millesgårdens konsthall, Stockholm, Sverige), 2005
- Centre Culturel Suédois, (Paris, Frankrike), 2002
- The Pentagram Gallery, (London, Storbritannien), 2001
- Galerie Priska Pasquer, (Köln, Tyskland), 2001
- Galerie 213, Retrospektiv, (Paris, Frankrike) 1999
- Karlshamns Konsthall, Retrospektiv, (Karlshamn, Sverige), 1997
- Galleri Krister Fahl, (Stockholm, Sverige). 1994 (
- Folkwang Museum (Essen, Tyskland), M + M, large format works, 1993
- Malmö Konsthall (Malmö, Sverige) DAGRAMS, photograms, 1989
- Centre Culturel Suédois, (Paris, Frankrike), 1986
- Upplandsmuseet, (Uppsala, Sverige), 1985
- Moderna Museet, Rost (Stockholm, Sverige) 1983
- Galleri Camera Obscura, (Stockholm, Sverige), 1980
- Liljevalchs Konsthall, Ingen älskar mig (Stockholm, Sverige) 1973

## Böcker/Monografier (urval)
- Välstånd, Bokförlaget Boris, Stockholm 2018
- Kars, 2011
- Hybris, Liljevalchs Konsthall (text Niclas Östlind), 2008
- Beautiful Frames, Steidl (Editor Michael Mack), 2001
- Mot fotografiet/Arbetsnamn Skulptur, av Ulf Linde, Carlsson Bokförlag, 1989
- Verkligen?!, av Dawid och Håkan Lind, Bokförlaget, 1978, (återutgiven 2009, med text av Niclas Östlind)